# Владиславовка (Кировский район)

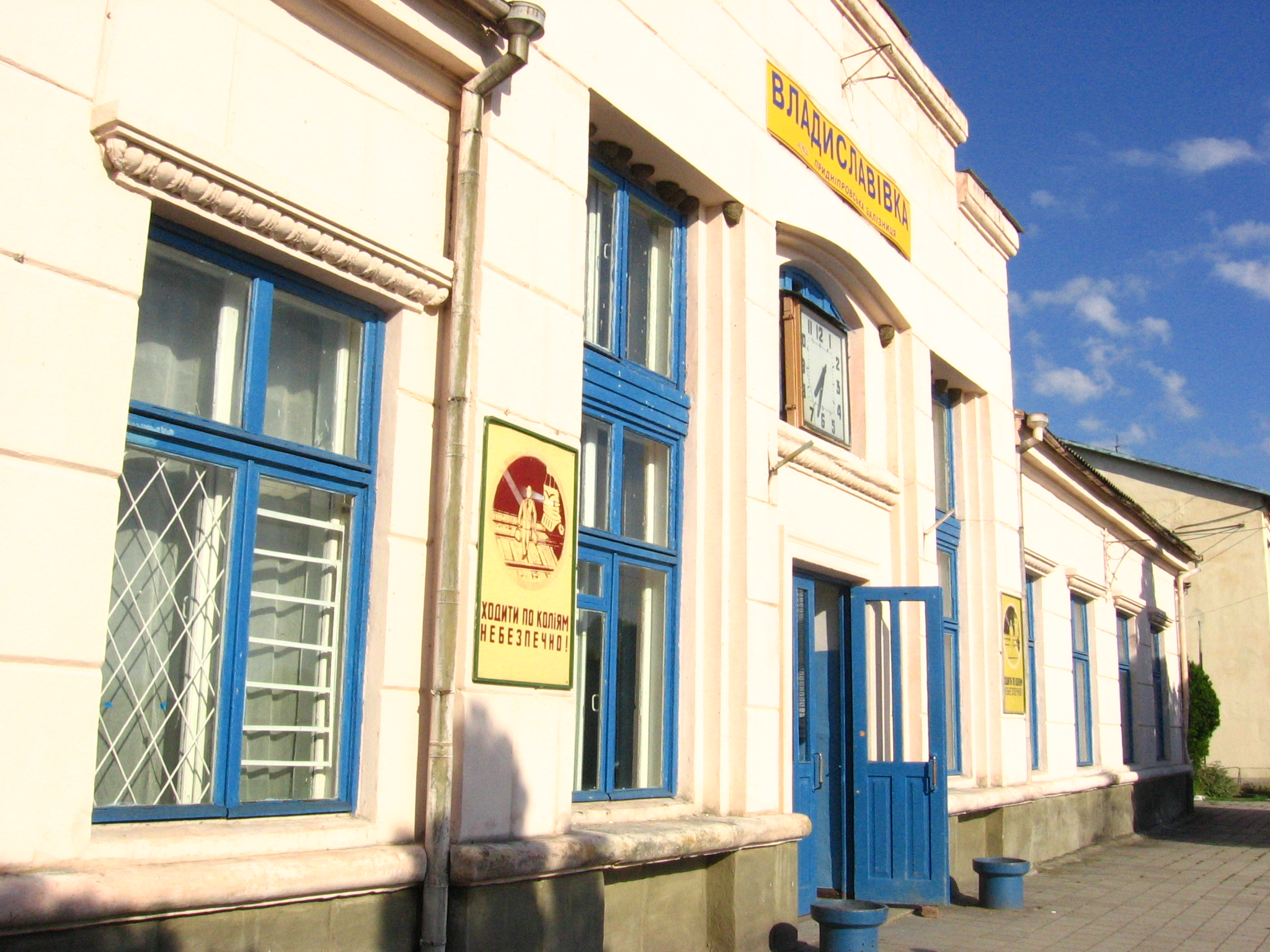
Железнодорожный вокзал до ремонта

Владисла́вовка (до 1854 года Ой-Кую́; укр. Владиславівка, крымскотат. Oy Quyu, Ой Къую) — село в Кировском районе Крыма. Согласно административному делению Республики Крым образует муниципальное образование Владиславовское сельское поселение Республики Крым, согласно административно-территориальному делению АР Крым село является центром Владиславовского сельсовета Автономной Республики Крым.

## Население
| 2001  | 2014  | 2015  | 2016  | 2017  | 2018  | 2019  |
| ----- | ----- | ----- | ----- | ----- | ----- | ----- |
| 3461  | ↘3318 | ↗3324 | ↗3371 | ↗3377 | ↗3394 | ↗3433 |
| 2020  | 2021  |       |       |       |       |       |
| ↗3454 | ↘3103 |       |       |       |       |       |

Всеукраинская перепись 2001 года показала следующее распределение по носителям языка
| Язык             | Процент |
| ---------------- | ------- |
| русский          | 67.9    |
| крымскотатарский | 18.03   |
| украинский       | 9.19    |
| другие           | 0.49    |

### Динамика численности
| - 1805 год — 115 чел. - 1864 год — 241 чел. - 1886 год — 392 чел. - 1889 год — 619 чел. - 1892 год — 639 чел. - 1897 год — 802 чел. - 1902 год — 648 чел. | - 1915 год — 813/10 чел. - 1926 год — 1045 чел. - 1939 год — 1681 чел. - 1974 год — 748 чел. - 1989 год — 3513 чел. - 2001 год — 3461 чел. - 2014 год — 3318 чел. |

## Современное состояние
На 2017 год во Владиславовке числится 28 улиц, 3 переулка и территория 100-й км; на 2009 год, по данным сельсовета, село занимало площадь 519 гектаров на которой, в 1075 дворах, проживало более 3,4 тысячи человек. Во Владиславовке действуют средняя общеобразовательная школа и детский сад № 5 «Соколенок», сельский Дом культуры, постройки 1960 года с залом на 300 мест, амбулатория общей практики семейной медицины, отделение почты Крыма, аптека № 71, храм Архистратига Михаила. Владиславовка связана автобусным сообщением с Феодосией, райцентром и соседними населёнными пунктами. В селе находится железнодорожная станция Владиславовка, на которой останавливаются пригородные поезда и поезда дальнего следования. Рядом с селом находится солнечная электростанция с одноимённым названием.

## География
Владиславовка — большое село на востоке района, в степном Крыму, у границы с территориями Феодосийского горсовета и Ленинского района, высота центра села над уровнем моря 34 м. Ближайшие сёла: Узловое в 3,2 км на юг, Васильковое около 5 км на северо-запад и Фронтовое Ленинского района около 6 км на северо-восток. Районный центр пгт. Кировское расположено примерно в 20 километрах по шоссе, Феодосия в 10 км на юг. В селе находится узловая железнодорожная станция Владиславовка на развилке линий Джанкой — Феодосия и Джанкой — Керчь. Транспортное сообщение осуществляется по региональной автодороге 35А-001 Граница с Украиной — Джанкой — Феодосия — Керчь (по украинской классификации — М-17).
Восточнее села расположено пересыхающее солёное озеро Ачи, севернее — Северо-Крымский канал. В двух километрах южнее пролегает федеральная автомобильная дорога А-291 «Таврида».

## История
Владиславовка была основана на месте опустевшей деревни Ойкую, первое документальное упоминание которой встречается в Камеральном Описании Крыма… 1784 года, судя по которому, в последний период Крымского ханства Ойкуи входил в Колечский кадылык Кефинского каймаканства. После присоединения Крыма к России (8) 19 апреля 1783 года, (8) 19 февраля 1784 года, именным указом Екатерины II сенату, на территории бывшего Крымского Ханства была образована Таврическая область и деревня была приписана к Левкопольскому, а после ликвидации в 1787 году Левкопольского — к Феодосийскому уезду Таврической области. После Павловских реформ, с 1796 по 1802 год, входила в Акмечетский уезд Новороссийской губернии. По новому административному делению, после создания 8 (20) октября 1802 года Таврической губернии, Ойкую был включён в состав Парпачской волости Феодосийского уезда.
По Ведомости о числе селений, названиях оных, в них дворов… состоящих в Феодосийском уезде от 14 октября 1805 года, в деревне Онгуй числилось 14 дворов и 115 жителей. На военно-топографической карте генерал-майора Мухина 1817 года деревня Ойкую обозначена с 16 дворами. Затем, видимо, вследствие эмиграции крымских татар в Турцию, деревня опустела и в «Ведомости о казённых волостях Таврической губернии 1829 года» среди действующих уже не значится, хотя на карте 1836 года в деревне 11 дворов, а на карте 1842 года обозначена условным знаком «малая деревня», то есть, менее 5 дворов.

В 1860-х годах, после земской реформы Александра II, деревню приписали к Арма-Элинской волости. По «Памятной книжке Таврической губернии за 1867 год», урочище Ойгул было покинуто жителями в 1860—1864 годах, в результате эмиграции крымских татар, особенно массовой после Крымской войны 1853—1856 годов, в Турцию и заселена государственными крестьянами из Курской губернии, а деревня переименована во Владимировку. В деле «О всемилостивейшем пожаловании земли И. К. Айвазовскому» 1851 года содержится документ Таврической палаты государственных имуществ, в котором сказано: 
«…по окладным книгам и ревизским сказкам… нигде в Феодосийской округе деревни под названием Ойгуя не значится; на представленном же плане обозначены домы, в которых проживает 12 семейств русских мещан, приписанных к различным городам губернии и 11 семей татар — жителей Феодосийского уезда разных селений…».
 Позже, после покупки земли по соседству (см. Айвазовское), договор аренды был расторгнут, земля возвращена в казну и на ней …в 1861 году поселены крестьяне, образовавшие деревню Владиславку. Согласно «Списку населённых мест Таврической губернии по сведениям 1864 года», составленному по результатам VIII ревизии 1864 года, Ойгуя (она же Владиславка) — русская общинная деревня с 37 дворами и 241 жителем при колодцах. По обследованиям профессора А. Н. Козловского начала 1860-х годов, в селении «имелось достаточное количество пресной воды» из колодцев глубиною не более 1,5 сажени (менее 3 м). На трёхверстовой карте Шуберта 1865—1876 года в деревне Владиславовка также обозначено 37 дворов. На 1886 год в деревне Владиславка (Ойгуи), при урочище Ойгуя, согласно справочнику «Волости и важнѣйшія селенія Европейской Россіи», проживало 392 человека в 87 домохозяйствах, имелось волостное правление, молитвенный дом и лавка, а селение уже было центром новой Владиславской волости. По «Памятной книге Таврической губернии 1889 года», по результатам Х ревизии 1887 года, в деревне Владиславка числилось 123 двора и 619 жителей. На верстовой карте 1890 года во Владиславке обозначено 114 дворов с русским населением. По «…Памятной книжке Таврической губернии на 1892 год» во Владиславке, входившей во Владиславское сельское общество, числилось 639 жителей в 102 домохозяйствах, а в не входившей в сельское общество — 9 безземельных. Перепись 1897 года зафиксировала в селе 802 жителя, из которых 800 православных. По «…Памятной книжке Таврической губернии на 1902 год» в селе Владиславка числилось 648 жителей в 103 домохозяйствах. На 1914 год в селении действовало земское училище. По Статистическому справочнику Таврической губернии. Ч.II-я. Статистический очерк, выпуск пятый Феодосийский уезд, 1915 год, в селе Владиславка, центре Владиславской волости Феодосийского уезда, числилось 145 дворов (132 двора с землёй, 13 — безземельные) с населением в количестве 813 человек приписных жителей и 10 — «посторонних» (без указания национальностей), из которых 426 мужчин и 397 женщин. Жители владели 2297 десятинами удобной земли. В хозяйствах имелось 396 лошадей, 114 волов, 126 коров и 50 голов овец, свиней, или коз. На 1917 год в селе действовали церковь, кредитное товарищество, земская амбулатория (врач и фельдшер).
В годы Гражданской войны в апреле 1919 года на Акмонайских позициях в районе Владиславовки шли ожесточенные бои частей Красной Армии под командованием П. Е. Дыбенко и И. Ф. Федько с деникинцами. Павших красноармейцев похоронили в братской могиле.
После установления в Крыму Советской власти, по постановлению Крымревкома от 8 января 1921 года была упразднена волостная система и село было определено центром вновь созданного Владиславовского района Феодосийского уезда, а в 1922 году уезды получили название округов. 11 октября 1923 года, согласно постановлению ВЦИК, в административное деление Крымской АССР были внесены изменения, в результате которых округа ликвидировались и Владиславовский район стал самостоятельной административной единицей. Декретом ВЦИК от 4 сентября 1924 года «Об упразднении некоторых районов Автономной Крымской С. С. Р.» Владиславовский район в октябре 1924 года был преобразован в Феодосийский и село включили в его состав. Согласно Списку населённых пунктов Крымской АССР по Всесоюзной переписи 17 декабря 1926 года, в селе Владиславовка, центре Владиславского сельсовета (в коем состоянии село пребывает всю дальнейшую историю) Феодосийского района, числилось 239 дворов, из них 198 крестьянских, население составляло 1045 человек, из них 992 русских, 30 украинцев, 3 белоруса, 3 еврея, 2 немца, 1 армянин, 14 записаны в графе «прочие», действовала русская школа I ступени (пятилетка). Постановлением ВЦИК «О реорганизации сети районов Крымской АССР» от 30 октября 1930 года из Феодосийского района был выделен (воссоздан) Старо-Крымский район (по другим сведениям 15 сентября 1931 года) и село включили в его состав, а, с образованием в 1935 году Кировского — в состав нового района. По данным всесоюзная перепись населения 1939 года в селе проживал 1681 человек.
В годы Великой Отечественной войны на фронтах воевали 152 жителя Владиславовки, 80 из них погибли, 33 участника награждены орденами и медалями. В центре села в 1967 году установлен памятный знак в честь воинов — односельчан, погибших в годы войны работы заслуженного художника УССР Владимира Петренко. В мае 1942 года у села вели оборонительные бои воины 320-й, 306-й и 157-й стрелковых дивизий Крымского фронта. 11 апреля 1944 года части Приморской армии с боями освободили Владиславовку. В 1972 году останки воинов всех сражений были перезахоронены в братской могиле на которой соорудили мемориальный комплекс работы скульптора Фёдора Алещенкова. Постановлением Совета министров Республики Крым № 627 от 20 декабря 2016 года оба памятника отнесены к категории объектов культурно-исторического наследия России регионального значения.
После освобождения Крыма от фашистов, 12 августа 1944 года было принято постановление № ГОКО-6372с «О переселении колхозников в районы Крыма» и в сентябре того же года в село приехали первые переселенцы, 428 семей, из Тамбовской области, а в начале 1950-х годов последовала вторая волна переселенцев. С 1954 года местами наиболее массового набора населения стали различные области Украины. С 25 июня 1946 года Владиславовка в составе Крымской области РСФСР, а 26 апреля 1954 года Крымская область была передана из состава РСФСР в состав УССР.
Указом Президиума Верховного Совета УССР «Об укрупнении сельских районов Крымской области», от 30 декабря 1962 года Кировский район был упразднён и село присоединили к Ленинскому. 1 января 1965 года, указом Президиума ВС УССР «О внесении изменений в административное районирование УССР — по Крымской области», вновь включили в состав Кировского. В период с 1954 по 1968 годы к селу присоединили Новомихайловку. На 1974 год во Владиславовке числилось 748 жителей. По данным переписи 1989 года в селе проживало 3513 человек. С 12 февраля 1991 года село в восстановленной Крымской АССР, 26 февраля 1992 года переименованной в Автономную Республику Крым. С 21 марта 2014 года в составе Крыма аннексирована Россией.